# シン・ミナ
シン・ミナ（韓国語：신민아、本名：ヤン・ミナ、韓国語：양민아、1984年4月5日 - ）は、AMエンターテインメント所属の韓国の女優、モデルである。

## 人物・来歴
1984年4月5日に1男2女の次女として生まれ、本名はヤン・ミナという。1998年に雑誌『キキ』の専属モデルとして活動を開始し、2001年にSBSのテレビドラマ『美しき日々』と映画『火山高』で俳優（演技者）としてデビューした。身長は168cmまたは169cmとなっている。2003年に東国大学校演劇映画科に入学した。インスタグラムでのフォロワーが2022年9月時点で約450万人いる。

## 交友関係
2015年から俳優でモデルのキム・ウビンと公開恋愛中である。

## 出演作品
主演作は太字。

### 映画
- 火山高（2001年） - ユ・チェイ役
- マドレーヌ（2003年） - イ・ヒジン役
- 甘い人生（2005年） - ヒス役
- サッド・ムービー（2005年） - アン・スユン役
- 野獣と美女（2005年） - チャン・ヘジュ役
- 最強☆彼女 (2008年)  - カン・ソフィ役
- キッチン〜3人のレシピ〜（2009年）
- 10億（2009年）
- 今、このままがいい（2010年）- ミョンウン役[6]
- The X（2013年）- ファム・ファタール役[7]
- Hide＆Seek（2013年）- ミア役[8]
- 私の愛、私の花嫁（2014年）- ミヨン役[9]
- 慶州 ヒョンとユニ（2014年）- コン・ユニ役[10][11]
- 三人行（2016年）カメオ出演[12]
- 春の夢（2016年）カメオ出演[13]
- 休暇（2020年）[14]
- ディーバ（2020年）- イヨン役[15]
- 母とわたしの3日間　(2023年)  - チンジュ役

### テレビドラマ
- 美しき日々（2001年、SBS） - イ・ミンジ役
- パンチ〜運命の恋〜（2003年、SBS） - チャン・ユビン役
- このろくでなしの愛（2005年、KBS） - チャ・ウンソク役
- 魔王（2007年、KBS） - ソ・ヘイン役
- 僕の彼女は九尾狐（2010年、SBS） - ク・ミホ役
- アラン使道伝（2012年、MBC） - アラン役[16]
- オー・マイ・ビーナス（2015年、KBS2TV） - カン・ジュウン役[17]
- 明日、キミと（2017年、tvN） - ソン・マリン役[18]
- 補佐官（2019年、JTBC） - カン・ソニョン役[19]
- 補佐官2（2019年、JTBC） - カン・ソニョン役[20]
- 海街チャチャチャ（2021年、tvN・Netflix） - ユン・ヘジン役[21]
- 私たちのブルース（2022年、tvN・Netflix） - ミン・ソナ役
- 損するのは嫌だから(2024年、tvN)   - ソン・ヘヨン役

### バラエティ
- 強心臓（2010年、SBS）[22]

- セクションTV芸能通信（2012年、MBC）[23]
- SBSテレビ芸能（2014年、SBS）[24]
- 芸能街中継（2014年、KBS2）
- ランニングマン（2014年、SBS）[25]
- 芸能街中継（2015年、KBS2）[26]

### ラジオ
- 正午の希望曲、キム・シニョンです（2020年、MBC FM4U）[27]

### 広告
- GIORDANO（2012年）[28]
- JOINUS（2013年）[29]
- STONE HENGE（2014年）[30]
- mise en scene（2014年）[31]
- ZaNELLato（2014年）
- Lafuma（2014年）[32]
- ALLETS（2016年）[33]
- J.Estina（2017年）[34]
- Roger Vivier（2018年）[35]
- ETIQA（2019年）[36]
- MICHAA（2020年）[37]
- COURONNE（2020年）[38]

## 音楽
- Miracle Blue - Loveholics（feat.シン・ミナ）
- 映画「キッチン」OST「一年後」

## 雑誌
| 年度 | 月号   | 雑誌名             | 参考                        |
| ---- | ------ | ------------------ | --------------------------- |
| 2012 | 8月号  | HIGH CUT           | [ 39 ]                      |
| 2012 | 11月号 | @star1             | [ 40 ] [ 41 ] [ 42 ] [ 43 ] |
| 2013 | 8月号  | allure KOREA       |                             |
| 2013 | 9月号  | COSMOPOLITAN       | [ 44 ] [ 45 ]               |
| 2014 | 3月号  | W KOREA            | [ 46 ]                      |
| 2014 | 7月号  | HIGH CUT           | [ 47 ]                      |
| 2014 | 9月号  | ELLE               | [ 48 ]                      |
| 2014 | 10月号 | ELLE               | [ 49 ]                      |
| 2014 | 10月号 | HEREN              |                             |
| 2014 | 10月号 | INSTYLE            |                             |
| 2014 | 11月号 | [ 50 ]             |                             |
| 2015 | 12月号 | ELLE               | [ 51 ]                      |
| 2015 | 12月号 | HEREN              |                             |
| 2015 | 12月号 | INSTYLE            |                             |
| 2015 | 12月号 | ARENA HOMME+       | [ 52 ]                      |
| 2016 | 3月号  | COSMOPOLITAN       | [ 53 ]                      |
| 2016 | 6月号  | GRAZIA             | [ 54 ]                      |
| 2016 | 6月号  | COSMOPOLITAN香港版 | [ 55 ]                      |
| 2016 | 8月号  | 紅秀GRAZIA         | [ 56 ]                      |
| 2016 | 8月号  | marie claire       | [ 57 ]                      |
| 2016 | 12月号 | 1st Look           | [ 58 ]                      |
| 2017 | 2月号  | Harper's BAZAAR    | [ 59 ]                      |
| 2017 | 4月号  | ELLE               | [ 60 ]                      |
| 2017 | 6月号  | COSMOPOLITAN       | [ 61 ]                      |
| 2017 | 6月号  | marie claire       | [ 62 ]                      |
| 2017 | 10月号 | HIGH CUT           | [ 63 ] [ 64 ]               |
| 2018 | 1月号  | W KOREA            | [ 65 ]                      |
| 2018 | 4月号  | Harper's BAZAAR    | [ 66 ]                      |
| 2018 | 4月号  | THE STAR           | [ 67 ]                      |
| 2018 | 6月号  | Marie Claire       | [ 68 ]                      |
| 2018 | 12月号 | Marie Claire       | [ 69 ]                      |
| 2019 | 2月号  | ELLE               | [ 70 ]                      |
| 2019 | 5月号  | COSMOPOLITAN       | [ 71 ]                      |
| 2019 | 6月号  | W KOREA            | [ 72 ]                      |
| 2019 | 7月号  | ELLE               | [ 73 ]                      |
| 2019 | 9月号  | Harper’s BAZAAR    | [ 74 ]                      |
| 2019 | 12月号 | DAZED              | [ 75 ] [ 76 ]               |
| 2020 | 1月号  | marie claire       | [ 77 ]                      |
| 2020 | 3月号  | allure KOREA       | [ 78 ]                      |
| 2020 | 3月号  | ELLE               | [ 79 ]                      |
| 2020 | 4月号  | ELLE               | [ 80 ]                      |
| 2020 | 5月号  | COSMOPOLITAN       | [ 81 ]                      |
| 2020 | 10月号 | Marie Claire       | [ 82 ]                      |
| 2020 | 11月号 | Singles            | [ 83 ]                      |
| 2020 | 12月号 | Harper's BAZAAR    | [ 84 ]                      |
| 2021 | 2月号  | COSMOPOLITAN       | [ 85 ]                      |
| 2021 | 3月号  | W KOREA            | [ 86 ]                      |
| 2021 | 5月号  | Allure Korea       | [ 87 ]                      |
| 2021 | 9月号  | ELLE               | [ 88 ]                      |

## 賞とノミネート

### 受賞
- 2003年「SBS演技大賞 新人女優賞」
- 2006年「Diorタイムレスビューティーアワード」
- 2008年「第4回大韓民国大学映画祭 助演女優賞」
- 2009年「第6回マックス映画賞 最優秀女優賞」
- 2009年「第17回春史映画芸術賞 最優秀女優賞」
- 2009年「第2回スタイルアイコン賞 ファッショニスタ賞」
- 2009年「第3回Mnet20's Choice Awards ホットファッショニスタ賞」
- 2010年「韓国広告主協会賞 モデル賞」
- 2010年「第3回スタイルアイコン賞 TV部門アイコン賞」
- 2010年「SBS演技大賞 最優秀女優賞」
- 2010年「SBS演技大賞 ベストカップル賞 with イ・スンギ」
- 2010年「SBS演技大賞 トップ10スター賞」
- 2010年「第7回TVCFアワード CFモデル賞」
- 2011年「第1回コスモビューティーアワード 女性アイコン賞」
- 2011年「第45回納税者の日 大統領表彰」
- 2012年「MBC演技大賞 ベストカップル賞 with イ・ジュンギ」[89]
- 2015年「第2回ワイルドフラワー映画賞 特別審査員賞」
- 2015年「第51回百想芸術大賞 ファッショニスタ賞」[90]
- 2015年「KBS演技大賞 優秀女優賞」
- 2015年「KBS演技大賞 ベストカップル賞 with ソ・ジソプ」
- 2016年「第11回ソウル国際ドラマアワード 最優秀女優賞」[91]
- 2019年「第4回金融の日記念式 大統領表彰」[92]

### ノミネート
- 2005年「KBS演技大賞 新人女優賞」
- 2007年「KBS演技大賞 優秀女優賞」
- 2008年「第6回大韓民国映画賞 優秀女優賞」
- 2012年「MBC演技大賞 最優秀女優賞」
- 2015年「第2回ワイルドフラワー映画賞 最優秀女優賞」
- 2015年「第51回百想芸術大賞 最優秀女優賞」
- 2015年「KBS演技大賞 最優秀女優賞」
- 2021年「第41回青龍映画賞 最優秀女優賞」[93]